# Dicranomyia (Peripheroptera) schineri
Dicranomyia (Peripheroptera) schineri is een tweevleugelige uit de familie steltmuggen (Limoniidae). De soort komt voor in het Neotropisch gebied.